# 린델뢰프 공간
일반위상수학에서 린델뢰프 공간(Lindelöf空間, 영어: Lindelöf space)은 콤팩트 공간의 유한 부분 열린 덮개 조건을 가산 개의 부분 덮개 조건으로 약화시킨 조건을 만족시키는 위상 공간이다.

## 정의
위상 공간 {\displaystyle X}의 열린 덮개 {\displaystyle {\mathcal {U}}\subseteq {\mathcal {P}}(X)}에 대하여, {\displaystyle L({\mathcal {U}})}를 {\displaystyle {\mathcal {U}}}의 부분 덮개의 최소 크기인 기수라고 하자.
{\displaystyle L({\mathcal {U}})=\min _{{\mathcal {U}}'\subseteq {\mathcal {U}}}^{\bigcup {\mathcal {U}}'=X}|{\mathcal {U}}'|}
(기수 위의 순서는 정렬 순서이므로 이 최솟값은 항상 존재한다.)
위상 공간 {\displaystyle X}의 린델뢰프 수(Lindelöf數, 영어: Lindelöf number) {\displaystyle L(X)}는 모든 열린 덮개 {\displaystyle {\mathcal {U}}}에 대한 {\displaystyle L({\mathcal {U}})}의 상한이다.
{\displaystyle L(X)=\sup _{{\mathcal {U}}\subseteq {\mathcal {T}}(X)}^{\bigcup {\mathcal {U}}=X}L({\mathcal {U}})}
린델뢰프 수가 {\displaystyle \aleph _{0}} 이하인 위상 공간을 린델뢰프 공간(영어: Lindelöf space)이라고 한다. 즉, 린델뢰프 공간은 모든 열린 덮개가 가산 부분 덮개를 갖는 위상 공간이다.:192

## 성질
다음과 같은 포함 관계가 성립한다.
콤팩트 공간 ⊊ 반콤팩트 공간 ⊊ 시그마 콤팩트 공간 ⊊ 린델뢰프 공간
제2 가산 공간 ⊊ 린델뢰프 공간
이 밖에도, 린델뢰프성은 다른 위상 공간 성질과 다음과 같은 함의 관계를 갖는다.
- 린델뢰프 가산콤팩트 공간은 콤팩트 공간이다.
- (모리타 정리 영어: Morita’s theorem) 정칙 린델뢰프 공간은 파라콤팩트 공간이다.[1]:257[2]
- 제1 가산 공간인 위상군이 린델뢰프 공간이면 제2 가산 공간이다.[1]:195
- 거리화 가능 공간의 경우, 린델뢰프 공간, 분해 가능 공간, 제2 가산 공간은 모두 동치인 개념이다.
- 린델뢰프 국소 콤팩트 공간은 반콤팩트 공간이다.

### 린델뢰프성을 보존하는 연산
- 린델뢰프 공간의 닫힌 집합은 린델뢰프 집합이다.[1]:194
- 린델뢰프 공간의 연속적 상은 린델뢰프 공간이다. 즉, 린델뢰프 공간 {\displaystyle X}과 위상 공간 {\displaystyle Y} 사이에 연속 함수 {\displaystyle f\colon X\to Y}가 존재한다면, {\displaystyle f}의 치역 {\displaystyle f(X)}는 린델뢰프 공간이다.[1]:194
- 콤팩트 공간과 린델뢰프 공간의 곱공간은 린델뢰프 공간이다.[1]:194

린델뢰프 공간에 대하여, 티호노프 정리가 성립하지 않는다. 즉, 린델뢰프 공간들의 곱공간이 항상 린델뢰프 공간이 되는 것은 아니다.

## 예
조르겐프라이 직선의 스스로에 대한 곱공간을 조르겐프라이 평면이라고 한다. 조르겐프라이 직선은 완전 정규 하우스도르프 린델뢰프 파라콤팩트 공간이지만, 조르겐프라이 평면은 린델뢰프 공간이 아니다. 따라서 린델뢰프 공간에 대하여 티호노프 정리가 성립하지 않음을 알 수 있다.

## 역사
핀란드의 수학자 에른스트 레오나르드 린델뢰프(스웨덴어: Ernst Leonard Lindelöf)가 도입하였다.